# Strategy Inc
Strategy Inc (bis 11. August 2025 MicroStrategy Incorporated) ist ein US-amerikanischer, international tätiger Softwarehersteller und Kryptowährungsinvestor mit fast 2000 Mitarbeitern weltweit. Der Hauptsitz befindet sich in Tysons Corner (US-Bundesstaat Virginia). MicroStrategy wurde im Jahr 1989 gegründet.

## Gründung und Börsengang
Das Unternehmen wurde 1989 von Michael J. Saylor und dessen Studienkollegen am Massachusetts Institute of Technology (MIT), Sanju Bansal, unter dem Namen MicroStrategy gegründet. Das IPO erfolgte im Jahr 1998. Dabei wurden rund 3 Millionen Aktien zu einem Preis von 12 US-Dollar pro Aktie angeboten. Das IPO war erfolgreich. Die beim Börsengang eingenommenen 125 Millionen US-Dollar ermöglichten es MicroStrategy, seine Softwarelösungen weiterzuentwickeln und den Markt für Business-Intelligence-Software und Datenanalytik zu erweitern.
MicroStrategy ist seit dem 11. Juni 1998 an der NASDAQ gelistet. Das Unternehmen wird unter dem Tickersymbol MSTR gehandelt. Am 23. Dezember 2024 erfolgte die Aufnahme in den NASDAQ-100.
Im Februar 2025 firmierte MicroStrategy um zu Strategy und änderte das Logo entsprechend: Es enthält jetzt ein stilisiertes „B“ in Anspielung auf Bitcoin. Die Grundfarbe des Corporate Designs ist jetzt orange. Am 11. August 2025 änderte das Unternehmen seinen rechtlichen Namen von MicroStrategy Incorporated in Strategy Inc. Im NASDAQ wird es weiterhin unter dem Kürzel MSTR gehandelt.

## Produkte
Die Firma entwickelt Software-Produkte, welche in vier Sparten aufgeteilt sind: Analyse (MicroStrategy Analytics), Mobile (MicroStrategy Mobile), Identität (User) und Loyalität (Alert). Seit Anfang 2013 werden die Produkte durch MicroStrategy Cloud ergänzt.
Strategy bietet Lösungen für Business-Intelligence, Reportgeneratoren und Online Analytical Processing an. Die Firma ist in 128 Städten und 83 Ländern vertreten. In Deutschland befindet sich ein Büro in Köln, in Österreich in Wien und in der Schweiz in Zürich.
Die letzte unterstützte Version von MicroStrategy 2021 ist Update 9. Seit 2023 heißen die Versionen MicroStrategy ONE mit vierteljährlichen Updates. Angeboten wird die Software in zwei Varianten: Zur lokalen Installation („on premise“) oder in der Cloud. In Zukunft soll nur noch die Cloud-Version unterstützt werden, der Support für die On-Premise-Version läuft 2026 aus.

## Investment in und Engagement für Bitcoin
Im August 2020 begann Strategy damit, freie Liquidität in der Kryptowährung Bitcoin zu investieren. Bis Januar 2024 hielt Strategy insgesamt 190.000 ₿ – akkumuliert zu einem Durchschnittspreis von 31.224 US-Dollar per ₿ – und damit nahezu 1 % des Umlaufvolumens der Kryptowährung. Als erstes größeres Unternehmen bezahlt Strategy seinen Vorstand mit Bitcoin. Michael J. Saylor gilt als treibende Kraft hinter dieser Strategie und berät andere Unternehmer darin, überschüssige Liquidität in Bitcoin anzulegen.
Strategy besitzt im August 2025 628.946 Bitcoin.